# Hellfrid Rossander
Hellfrid Elisabet Rossander, född 26 februari 1888 i Stockholm, död 27 juni 1957 i Stockholm, var en svensk pianist och målare.
Hon var dotter till Ernst Emil Julius Rossander och Hildegaard Olivia Albertina Gustavsson. Rossander utbildade sig till pianist vid Sternska konservatoriet i Berlin och för pianisten Mark Hambourg i London. Vid återkomsten till Sverige anställdes hon som föreståndare för von Sydows musikinstitut i Örebro och var senare verksam som pianolärare i Stockholm. På grund av en öronsjukdom tvingades hon övergå till annan verksamhet och var under några år anställd som kontorist bland annat på Konstakademien innan hon kom att arbeta med restaureringsarbete vid Etnografiska museet. Genom arbetet väcktes hennes intresse för konst och hon studerade vid sidan av sitt arbete konst vid Signe Barths målarskola i Stockholm 1941–1947. Tillsammans med Anna Norén och Karin Blixt företog hon ett antal målarresor till Öland och skånska kusten. Hon medverkade i en samlingsutställning i Ostermans marmorhallar i Stockholm 1953. Hennes konst består av stilleben, stadsbilder från Stockholm och landskapsbilder från Öland, Skåne och Södermanland utförda i olja. Hörselfrämjandets riksförbund arrangerade en minnesutställning med hennes konst i Stockholm 1957. Rossander finns representerad vid Stockholms stadsmuseum. Hon är begravd på Norra begravningsplatsen utanför Stockholm.   